# Holm Altenbach
Holm Altenbach, russisch Хольм Альтенбах, (* 8. Mai 1956 in Leipzig) ist ein deutscher Universitätsprofessor und Herausgeber. Er ist Inhaber des Lehrstuhls für Technische Mechanik des Instituts für Mechanik (IFME) an der Otto-von-Guericke-Universität Magdeburg.

## Werdegang
Holm Altenbach ist Sohn von Johannes Altenbach, der ebenfalls Universitätsprofessor in Magdeburg war. Nach dem Schulbesuch in Magdeburg besuchte er die Arbeiter-und-Bauern-Fakultät der Martin-Luther-Universität Halle-Wittenberg (MLU), wo er 1974 die Reifeprüfung (äquivalent dem Abitur) ablegte. An der MLU besuchte er das Institut zur Vorbereitung auf das Auslandsstudium. Er studierte dann am Leningrader Polytechnischen Institut in der damaligen Sowjetunion, ab 1974 zunächst an der Fakultät für Energiemaschinenbau und danach ab 1975 an der physikalisch-mechanischen Fakultät. 1980 schloss er sein Studium mit dem Diplom in der Fachrichtung Dynamik und Festigkeit von Maschinen mit Auszeichnung ab. Die Diplomarbeit „Zur Stabilität eines dreischichtigen Streifens“ entstand unter der Betreuung von Pavel Andrejewitsch Zhilin. Nach Abschluss des Studiums war er als wissenschaftlicher Assistent an der Technischen Hochschule Otto von Guericke in Magdeburg tätig. Altenbach blieb dem Leningrader Institut als Doktorand verbunden und wurde 1983 bei Vladimir A. Pal'mov, wie Pavel A. Zhilin ein Schüler von Anatoli Isaakowitsch Lurie, zum Kandidaten der technischen Wissenschaften (äquivalent dem Dr.-Ing.) mit einer Arbeit über elastische Schalen mit inhomogenen Eigenschaften in Dickenrichtung auf der Grundlage einer Timoshenko-Theorie promoviert. Zwischen 1985 und 1987 hatte er einen weiteren Forschungsaufenthalt in Leningrad und habilitierte sich dort 1987 mit einer Arbeit über den direkten Ansatz in der Theorie der viskoelastischen Schalen zum Doktor der technischen Wissenschaften (äquivalent dem Dr.-Ing. habil.). Danach kehrte er nach Magdeburg zurück und arbeitete als Oberassistent an der nun umgewandelten Technische Universität Magdeburg.
1992 war Altenbach als Forschungsstipendiat der Alexander von Humboldt-Stiftung (Krupp Stipendium) an der Ruhr-Universität Bochum (Fakultät für Bauingenieurwesen).
Ab 1995 vertrat er die Professur des Lehrstuhls Technische Mechanik an der Martin-Luther-Universität Halle-Wittenberg, die seit dem Ausscheiden von Wolfgang Pfefferkorn im Jahr 1993 vakant war. Am 7. März 1996 nahm Altenbach die Universitätsprofessur an. In Halle war er auch Dekan Fachbereichs Ingenieurwissenschaften an der Mathematisch-Naturwissenschaftlich-Technischen Fakultät sowie geschäftsführender Direktor des Zentrums für Ingenieurwissenschaften. Durch politische Entscheidungen des Landes Sachsen-Anhalt wurde Altenbachs Lehrstuhl zum 1. April 2011 an die Otto-von-Guericke Universität versetzt. Dort ist er derzeit auch Geschäftsführender Leiter des Instituts für Mechanik. Durch die Pensionierung Albrecht Bertrams wurde der Lehrstuhl Festigkeitslehre zum 1. April 2016 in Altenbachs Lehrstuhl integriert. Zum 1. November 2022 wurde Altenbach pensioniert. Sein Lehrstuhl Technische Mechanik wurde mit Wirkung zum 1. Oktober 2024 aufgelöst. Im gleichen Zug wurde das Institut für Mechanik, dem er viele Jahre vorstand, aufgelöst.
In seiner Laufbahn hatte Altenbach mehrere Gastprofessuren und -lehrtätigkeiten an folgenden Universitäten:
- Nationale Technische Universität „Polytechnisches Institut Charkiw“, Ukraine, 1991 und 1996
- Slowakische Technische Universität Bratislava, Slowakei, 1993
- Technische Universität Riga, Lettland, 1995
- Staatliche Polytechnische Universität Sankt Petersburg, Russland, 2015 und 2016
- Griffith University, Australien, 2017[10]
- Politechnika Krakówska, Polen, 2018
- Abai Kazakh National Pedagogical University, Kasachstan, 2021, 2022, 2023[11]

Daneben hatte er Aufenthalte im Rahmen von Forschungssemestern an folgenden Universitäten:
- Nagoya Daigaku (Universität Nagoya), Japan, 2011
- Griffith University, Australien, 2016

Bisher wurden 50 Kandidaten unter seiner Ägide promoviert, 2 Kandidaten habilitierten sich. Zu seinen Schülern zählen Konstantin Naumenko (Otto-von-Guericke-Universität Magdeburg), Stephan Schönfelder (Hochschule für Technik, Wirtschaft und Kultur Leipzig), Walter Fischer (Hochschule für Angewandte Wissenschaften Landshut) und Christian Dresbach (Hochschule Bonn-Rhein-Sieg).
Altenbach ist Autor von über 300 Publikationen in Fachzeitschriften, 100 Konferenzbeiträgen, 145 Buchkapiteln, 23 Büchern, sowie Mitherausgeber von 45 Büchern.

## Forschungsschwerpunkt
Der Schwerpunkt Altenbachs Arbeiten sind Flächentragwerke. Hintergrund ist zumeist die Entwicklung erweiterter Ansätze für Ingenieuranwendungen. Neben einschichtigen Konstruktionen beschäftigt er sich ebenfalls mit Komposit-Strukturen. Neben der reinen Strukturauslegung kommt dabei auch die Materialmodellierung zur Prognose von Schädigung und Versagen zum Einsatz.
Daneben beschäftigt er sich mit den Grundlagen generalisierter Kontinuumstheorien, speziell der Kontinua, bei denen a priori zusätzliche rotatorische Freiheitsgrade eingeführt werden und die auf den Arbeiten der Brüder Eugène Maurice Pierre Cosserat und François Nicolas Cosserat fußen. Dazu veranstaltete er u. a. mehrere Workshops und Seminare. Die dazu erschienenen Konferenzbände bezeugen den aktuellen Fortschritt auf diesem theorielastigen Forschungsgebiet:
- Mechanics of Generalized Continua, Springer, 2011 (zusammen mit Gérard A. Maugin und Vladimir Erofeev)
- Generalized Continua – from the Theory to Engineering Applications, Springer, 2013 (zusammen mit Victor A. Eremeyev)
- Generalized Continua as Models for Materials: with Multi-scale Effects or Under Multi-field Actions, Springer, 2013 (zusammen mit Samuel Forest und Anton Krivtsov)
- Generalized Continua as Models for Classical and Advanced Materials, Springer, 2016 (zusammen mit Samuel Forest)
- Higher Gradient Materials and Related Generalized Continua, Springer, 2019 (zusammen mit Wolfgang Helmut Müller und Bilen Emek Abali)

## Auszeichnungen
Die Technische Universität Lublin (Gold-Medaille) und die Nationale Technische Universität Charkiw (Semko Medaille) haben Altenbach für seine herausragenden Leistungen im Bereich der Ingenieurwissenschaften ausgezeichnet. Daneben erhielt er Ehrendoktorwürden (Dr. h. c.) von folgenden Universitäten:
- Nationale Technische Universität „Polytechnisches Institut Charkiw“, Ukraine, 2007[15]
- Ovidius University, Constanta, Rumänien, 2014
- Staatliche Universität Tiflis, Georgien, 2016

2011 war er Fellow der Japanischen Gesellschaft zur Förderung der Wissenschaften. Im Jahr 2018 erhielt er das Alexander von Humboldt Polish Honorary Research Fellowship der Foundation for Polish Science für Forschungsaufenthalte an der Technischen Universität Lublin in den Jahren 2018–2020. Am 15. November 2019 wurde er zum ausländischen Mitglied der Russischen Akademie der Wissenschaften (Abteilung Energetik, Maschinenbau, Mechanik und Steuerungsprozesse, Sektion Mechanik) gewählt. Seit 6. Oktober 2021 ist er außerdem ausländisches Mitglied der Nationalen Akademie der Wissenschaften der Ukraine. Für 2023 wurde ihm die Lomonossow-Goldmedaille zugesprochen.
Altenbach ist Mitglied der Gesellschaft für Angewandte Mathematik und Mechanik sowie des Deutschen Hochschulverbandes.

## Herausgeberschaften
Seit 2005 ist Altenbach einer der Chefredakteure der Zeitschrift für Angewandte Mathematik und Mechanik. Daneben nimmt er verschiedene Aufgaben in den Beiräten folgender Fachzeitschriften wahr:
- Mechanics of Composite Materials
- Maintenance and Reliability (Lublin)
- Technische Mechanik (Magdeburg)
- Journal of Strain Analysis for Engineering Design
- Continuum Mechanics and Thermodynamics
- Latin American Journal of Solids and Structures

Zusammen mit Andreas Öchsner (Griffith University) und Lucas Filipe Martins da Silva (Universität Porto) gibt er die Buchreihen „Advanced Structured Materials“, „SpringerBriefs in Continuum Mechanics“ sowie „SpringerBriefs in Computational Mechanics“ beim Springer Verlag heraus. Ab dem Jahr 2020 gibt Altenbach die „Enzyklopädie der Kontinuumsmechanik“ mit Andreas Öchsner heraus, mit der wie beim Handbuch der Physik, das Ziel verfolgt wird, den Stand des gesamten Wissenschaftsgebiets darzustellen. Das Werk unterliegt der ständigen Aktualisierung von Inhalten (als Living Edition bezeichnet).

## Werke
- Modeling High-Temperature Material Behavior for Structural Analysis, Part 2: Solution Procedures and Structural Analysis Examples, Springer, 2019 (zusammen mit Konstantin Naumenko)
- Modeling High-Temperature Material Behavior for Structural Analysis, Part 1: Foundation of Continuum Mechanics and Constitutive Equations, Springer, 2016 (zusammen mit Konstantin Naumenko)
- Kontinuumsmechanik – Einführung in die materialunabhängigen und materialabhängigen Gleichungen, Springer, 2015, doi:10.1007/978-3-662-47070-1, (Erstauflage 1994 bei B.G. Teubner zusammen mit seinem Vater Johannes Altenbach)
- Ebene Flächentragwerke – Grundlagen der Modellierung und Berechnung von Scheiben und Platten, Springer, 2015, doi:10.1007/978-3-662-47230-9 (zusammen mit Johannes Altenbach und Konstantin Naumenko, Erstauflage 1998)
- Modeling of Creep for Structural Analysis, Springer, 2007 (zusammen mit Konstantin Naumenko)
- Mechanics of Composite Structural Elements, Springer, 2018, doi:10.1007/978-3-662-08589-9 (zusammen mit Johannes Altenbach und Wolfgang Kissing, Erstauflage 2004)
- Einführung in die Mechanik der Laminat- und Sandwichtragwerke, Deutscher Verlag für Grundstoffindustrie, 1996 (zusammen mit Johannes Altenbach und Roland Rikards)
- Erweiterte Deformationsmodelle und Versagenskriterien der Werkstoffmechanik, Deutscher Verlag für Grundstoffindustrie, 1995 (zusammen mit Johannes Altenbach und Alexandr Zolochevsky)
- Werkstoffmechanik, 1993
- Dünnwandige Stab- und Stabschalentragwerke, Vieweg+Teubner Verlag, 1993 (zusammen mit Johannes Altenbach und Wolfgang Kissing)

## Privates
Holm Altenbach ist seit 1976 mit Natalija Altenbach verheiratet und hat zwei Kinder sowie drei Enkelinnen.